# Kościół Matki Boskiej Bolesnej w Poznaniu

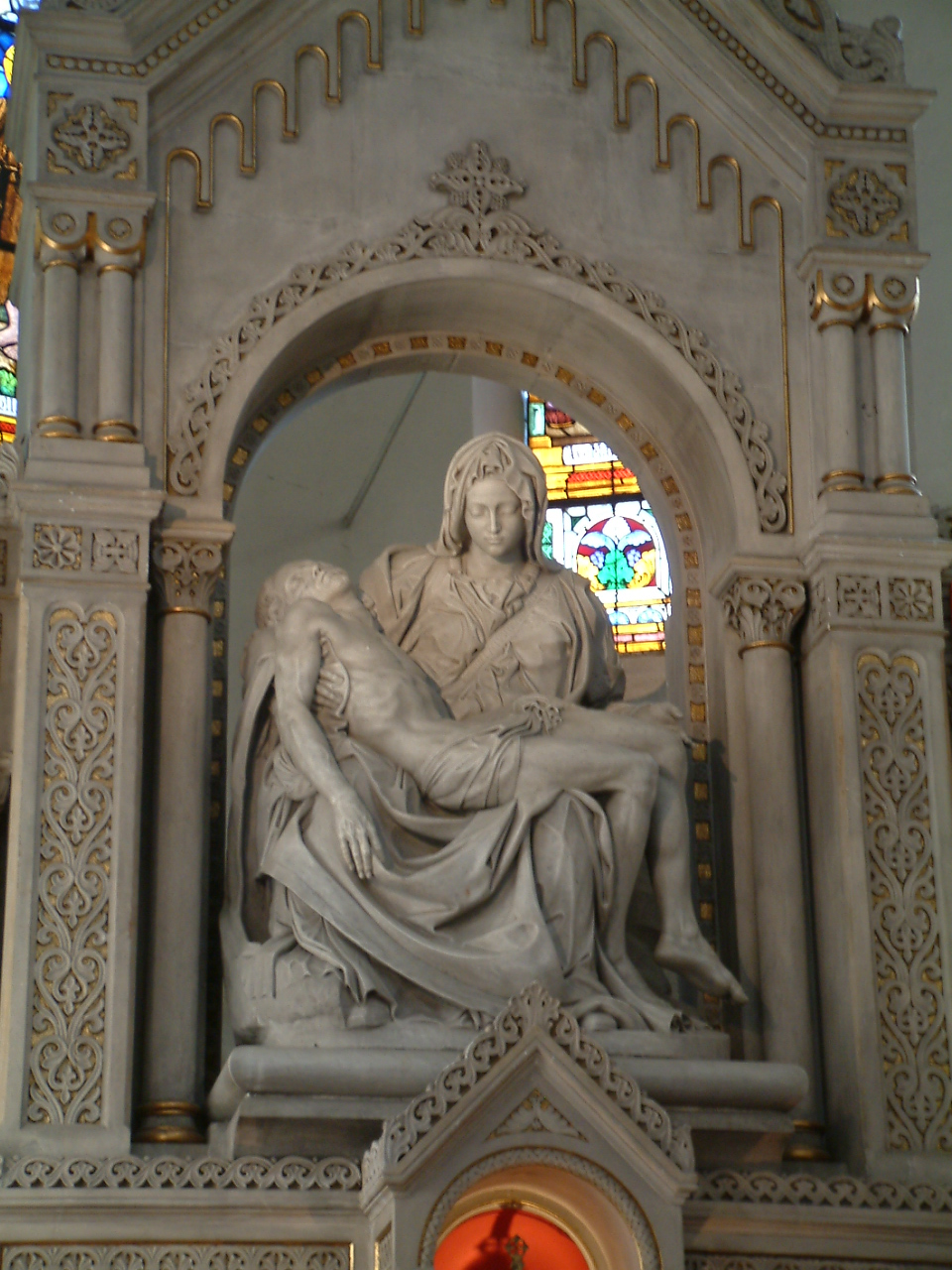
Kopia piety Michała Anioła

Kościół Matki Boskiej Bolesnej w Poznaniu – zabytkowy, neoromański kościół znajdujący się na poznańskim Łazarzu, przy ul. Głogowskiej 97. Od 2017 roku wielkopostny kościół stacyjny.

## Historia
Wstąpienie na tron Wilhelma II w 1888, a następnie ustąpienie Bismarcka w 1890 doprowadziło do pewnego odprężenia w stosunkach Niemcy-Kościół katolicki. Dzięki temu trony arcybiskupie pozostających w unii diecezji poznańskiej i gnieźnieńskiej mógł objąć Florian Stablewski. Jego priorytetem na terenie Poznania i jego ówczesnych przedmieść była budowa nowych świątyń, gdyż istniejące dotychczas nie były już w stanie sprostać stale rosnącym potrzebom rozwijającej się aglomeracji. Dzięki tym zmianom na wiecu mieszkańców Świętego Łazarza, który odbył się w 1895 zawiązał się Komitet Budowy Kościoła, pod przewodnictwem ówczesnego wikarego parafii św. Marcina, która obejmowała wówczas Łazarz.

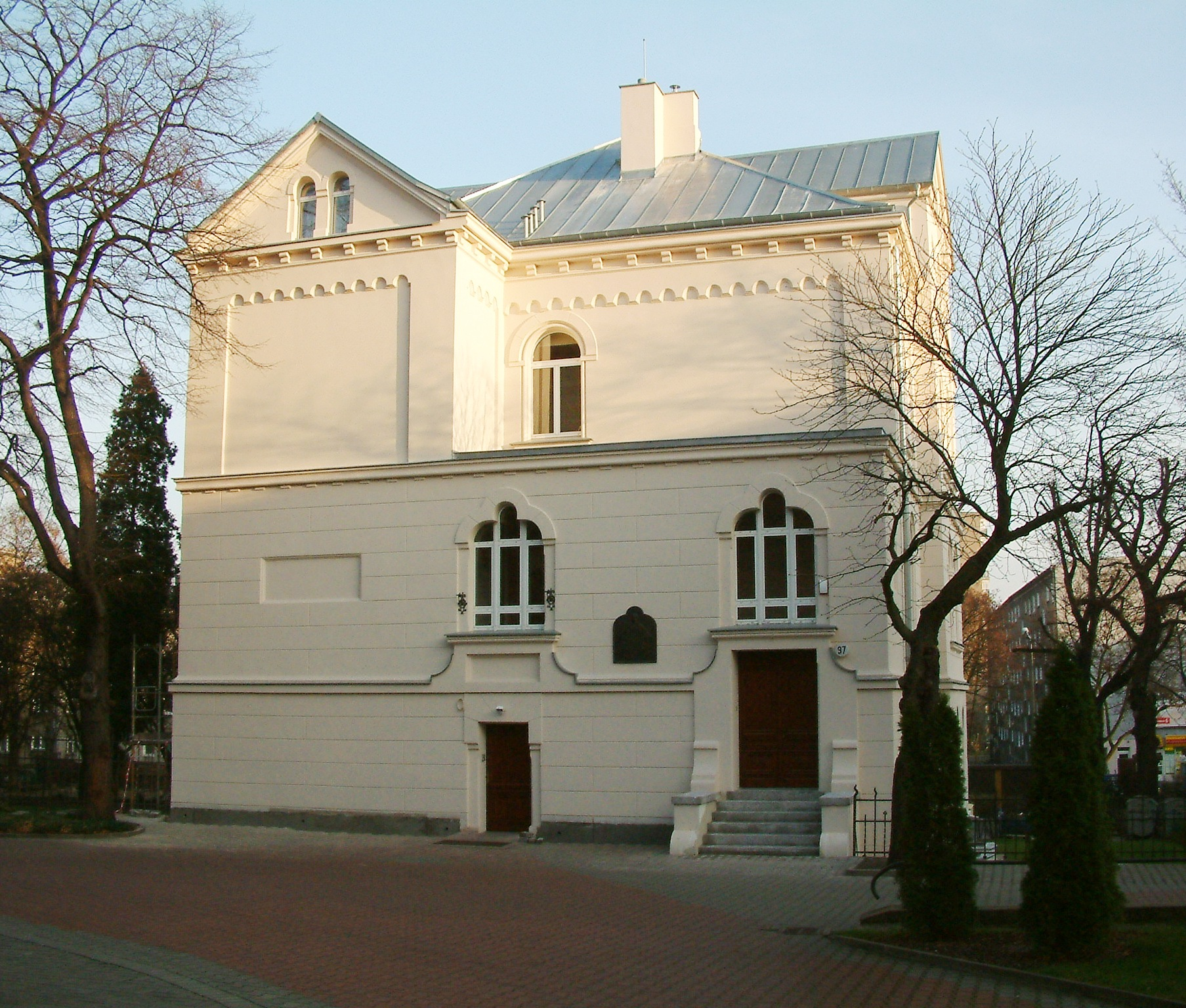
Plebania, gdzie II wojnę światową spędził abp Walenty Dymek

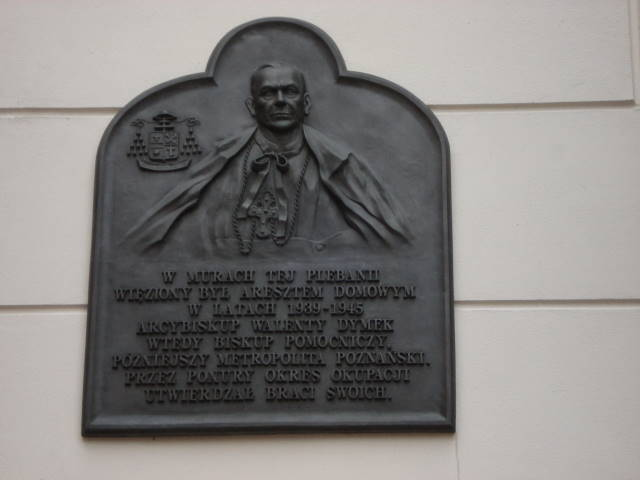
Tablica pamiątkowa abpa Walentego Dymka

Grunt pod nową świątynię podarował Józef Schneider, zaś pierwszy projekt sporządził Stanisław Borecki. Jednak po konsultacji z abp. Stablewskim został on zmieniony przez Maksymiliana Wilczewskiego, który odtąd kierował pracami. Budowę rozpoczęto w 1899 roku, jednak w tym roku zdołano przeprowadzić jedynie roboty wstępne. Kamień węgielny poświęcono 22 czerwca 1900 roku. 29 kwietnia 1901 nastąpił odbiór budynku w stanie surowym, zaś konsekracja, której dokonał bp Edward Likowski, miała miejsce 15 września 1901. Do naszych czasów zachowało się rozliczenie kosztów budowy. Na wzniesienie świątyni wydano 301 486 marek, z czego 205 tysięcy na sam kościół, 73 848 marek na probostwo, a 22 620 marek na ogrodzenie. Z dniem 1 stycznia 1913 ostatecznie wydzielono z parafii św. Marcina nową parafię Matki Boskiej Bolesnej. W tym okresie kościół stanowił ostoję polskości na Łazarzu. To przy nim miały swoją siedzibę różnorodne polskie organizacje.
Kolejnym ważnym wydarzeniem było dobudowanie na terenie kościelnym w 1928 sztucznej groty Matki Boskiej z Lourdes. Podczas II wojny światowej łazarski kościół, obok kościoła św. Wojciecha był jednym z dwóch otwartych dla Polaków. To tutaj przebywał, usunięty przez nazistów z pałacu na Ostrowie Tumskim, zastępujący przebywającego na emigracji prymasa Hlonda, abp Walenty Dymek. Również zaraz po wojnie, gdy katedra leżała w gruzach, kościół pełnił funkcję kościoła prymasowskiego. Jeszcze w 1945 kardynał Hlond dokonał w nim nominacji administratorów apostolskich diecezji na terenie Ziem Odzyskanych.
W dniu 1 kwietnia 1948 ponownie zmieniono granicę parafii, w związku z powstaniem nowych kościołów, a w roku 1990 zakończono przebudowę prezbiterium. Natomiast w 2005 miała miejsce renowacja wieży.

## Opis zewnętrzny i otoczenie kościoła
|  |
|  |

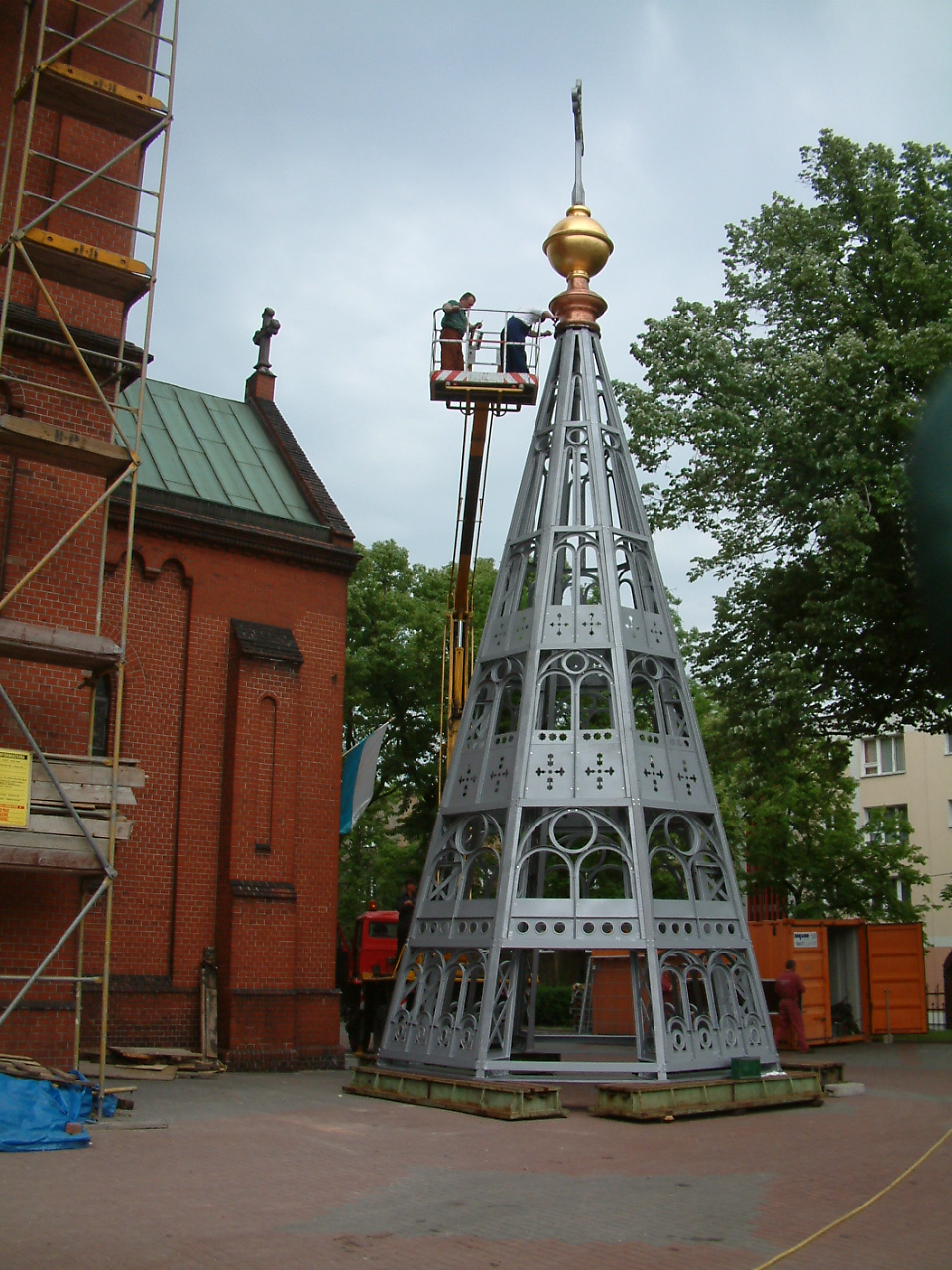
Ażurowy hełm podczas remontu wieży w 2005 roku

Neoromańska, ceglana świątynia jest zbudowaną na planie krzyża trójnawową bazyliką. Wieża znajduje się nad wejściem głównym, od strony zachodniej, nad przecięciem nawy głównej i transeptu umieszczono sygnaturkę. Charakterystycznym elementem bryły, wyłamującym się jednak z ogólnego stylu i mającym pewne cechy neogotyku jest ażurowy hełm wieży zrobiony ze stali, o wysokości 11 m i masie 7 ton. Został on wykonany według projektu M. Wilczewskiego w zakładach HCP. Elewację kościoła zdobi fryz arkadkowy i lizeny.
Na teren kościoła od ul. Głogowskiej prowadzi brama, a na ograniczających ją filarach umieszczono wyrzeźbione około 1901 roku w czerwonym piaskowcu pińczowskim figury patronów Poznania – Świętego Piotra (z kluczami w prawej, a księgą w lewej dłoni) i Świętego Pawła (z mieczem w lewej dłoni).
Na prawo od bramy, przy ulicy Głogowskiej, znajduje się wykonana w białym piaskowcu, kolumna na której znajduje się figura Niepokalanej Matki Bożej, która stojąc na półkuli ziemskiej przydeptuje węża.
Na lewo od bramy, pod ścianą szczytową budynku na sąsiedniej posesji znajduje się usypany w latach 80. XX wieku przez rolników z okolic Stęszewa symboliczny grób ks. Jerzego Popiełuszki. W 1997 ufundowali oni również metalowy krzyż z orłem i koroną cierniową. W 2005 roku stanął w jego miejscu pomnik, dzieło Wiesława Koronowskiego. Ścianę szczytową kamienicy zdobi oko opatrzności, które znajduje się tu od roku 1900, kiedy to ta kamienica została wzniesiona.
Za kościołem znajduje się Grota Matki Bożej z Lourdes. Jest ona wykonana z odłamów skalnych łączonych zaprawą cementową ułożonych w półkole. W środkowej części ustawiony jest, wykonany z sześciennych bloków ołtarz, na którego antepedium znajduje się emblemat maryjny. Po prawej znajduje się biała figura Matki Boskiej, a poniżej i dośrodkowo, klęcząca przed nią Święta Bernadetta. Po lewej stronie wmurowano trzy tablice. Najstarsza, z 1929, poświęcona 10 rocznicy wybuchu powstania wielkopolskiego. Kolejna, ufundowana przez członków Związku Powstania Wielkopolskiego, to spis poległych, oraz pomordowanych przez nazistów powstańców z terenu parafii, w tym Franciszka Ratajczaka. Ostatnia, z 1985, poświęcona jest Stanisławowi Taczakowi i Józefowi Dowborowi-Muśnickiemu, dowódcom powstania.
Ponadto na terenie kościelnym znajduje się plebania, w której spędził okupacje abp Walenty Dymek, i Dom Katolicki.
Pod opieką parafii, od 1912 znajduje się również zabytkowy Cmentarz Górczyński.

## Wnętrze
Wnętrze zostało podzielone na trzy nawy dwoma rzędami wielobocznych filarów, do których przylegają półkolumny. Łuki arkad międzynawowych oparto na głowicach kostkowych, podobnie jak gurty rozdzielające poszczególne przęsła naw bocznych. Gurty sklepienia nawy głównej opierają się na pseudokorynckich głowicach umieszczonych powyżej sklepień naw bocznych. Wszystkie pola naw przykrywają sklepienia krzyżowe.
Na zakończeniu nawy głównej znajduje się półkolista absyda, w której umieszczono ołtarz architektoniczny. Na przedłużeniu naw bocznych, po obu stronach prezbiterium umieszczono zakrystie, do których przylegają niewielkie wieże zbudowane na planie koła.
Nad wejściem od strony zachodniej umieszczona została rozeta o średnicy około 2 m, wypełniona witrażem w stylu konstrukcyjno-dekoracyjnym, pochodząca z początku XX wieku. Witraż nad wejściem od strony południowej został wykonany przez P. Porchista w 1946 roku. Wypełniają go motywy kwiatowe i geometryczne.

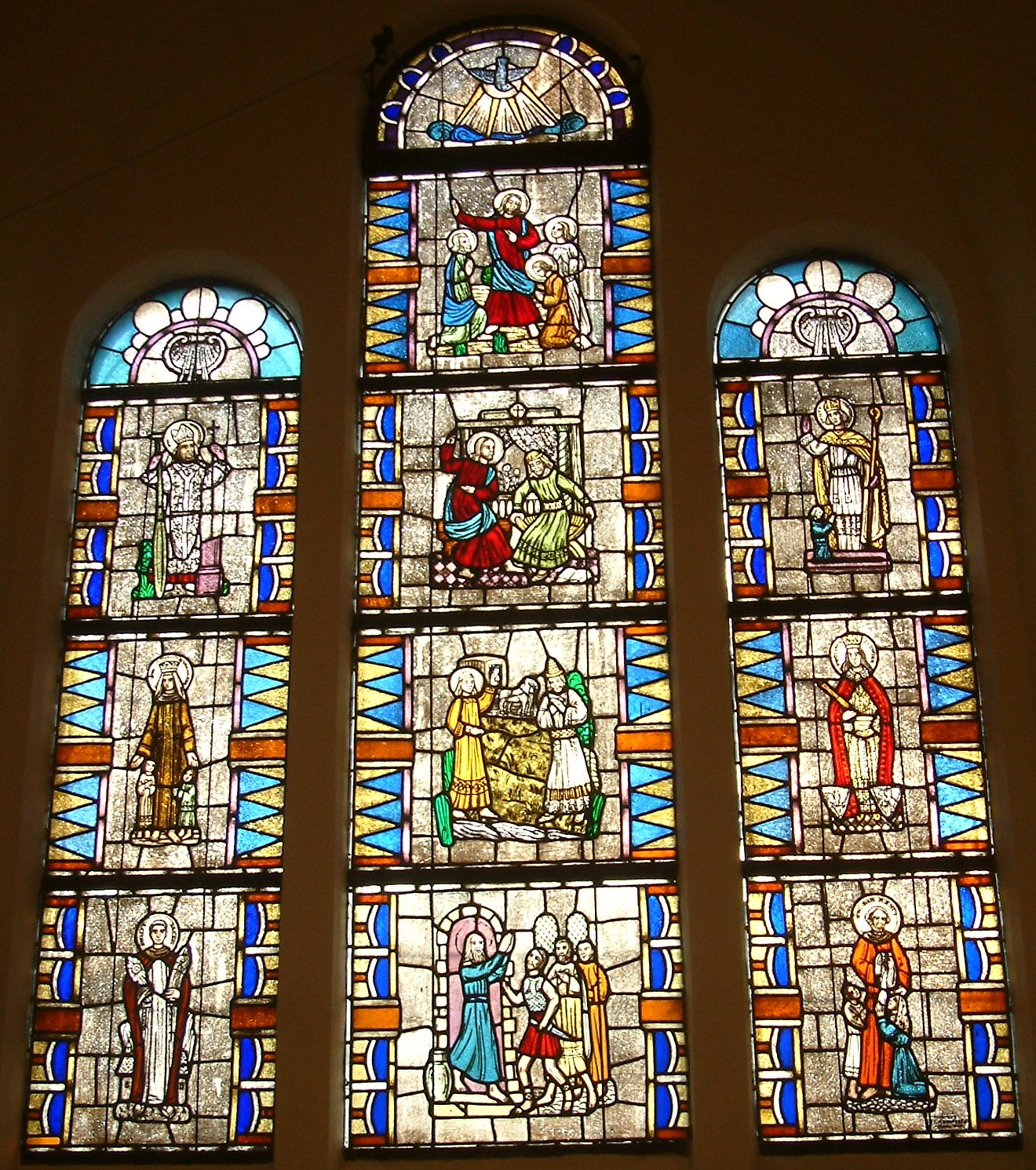
Witraże w kaplicy południowej

Kolejne, ciekawe witraże znajdują się w ścianach kaplic zlokalizowanych na zakończeniu ramion transeptu. Wykonał je, w stylu postmodernistycznym, w 1956, Stanisław Powalisz. Wypełniają one triforia, z których część środkowa jest wyższa. Witraże okien bocznych składają się z trzech pól kwadratowych, zwieńczonych półkolem, zaś środkowe z czterech pól prostokątnych także zakończonych półkolem. W kaplicy południowej w witrażu środkowym kwatery od góry zajmują przedstawienia:
- Jezusa przekazującego Apostołom mandatu udzielania chrztu
- rozmowę Jezusa z Nikodemem
- chrzest Kandaki, urzędnika etiopskiej królowej
- Korneliusza przyjmującego św. Piotra

Półkole zaś zajmuje Duch Święty przedstawiony jako gołębica z której wychodzą promienie. W lewym oknie od góry znajdują się:
- święty Wojciech
- święta Kunegunda
- święty Jacek

W prawym oknie od góry:
- święty Jan Kanty
- święta Jadwiga Królowa
- święty Stanisław Biskup

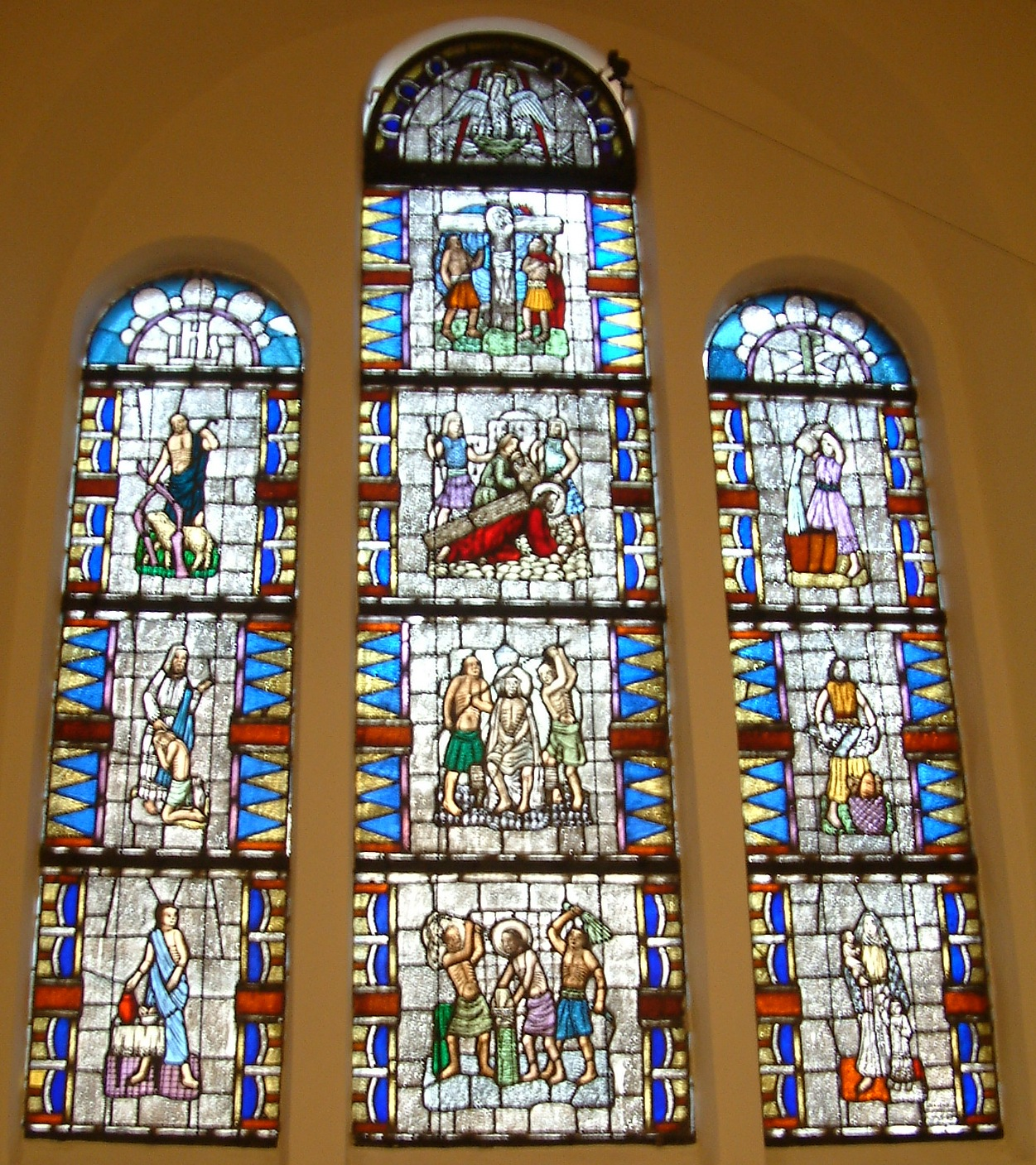
Witraże w kaplicy północnej

W kaplicy północnej w środkowej części znajdują się sceny Męki Pańskiej, od dołu:
- biczowanie
- nałożenie korony cierniowej
- upadek w drodze na Golgotę
- ukrzyżowanie
- całość wieńczy półkole z pelikanem karmiącym własną krwią swoje trzy pisklęta.

W lewym oknie znajdują się sceny z przypowieści ewangelicznych, od dołu:
- zaproszenie na ucztę
- powrót syna marnotrawnego
- pasterz odnajdujący zaginioną owcę
- całość wieńczy półkole z monogramem IHS.

W prawym oknie, od dołu:
- błogosławieństwo dzieci
- cudowne rozmnożenie 5 chlebów i 2 ryb
- cud w Kanie Galilejskiej
- ponad tymi scenami znajduje się monogram z nałożonych liter XP.

W absydzie znajdującej się we wschodnim skraju nawy głównej, która mieści prezbiterium znajdują się cztery dalsze witraże. Dwa środkowe zawierają sceny figuralne:
- po lewej Jan Jerozolimski chrzczący Jezusa w Jordanie
- po prawej Archanioł Gabriel zwiastujący Najświętszej Marii Panny

Dwa skraje witraże są symetrycznie. Wypełniają je motywy roślinne, zaś w części środkowej znajdują się połączone w celtycki sposób cztery okręgi. W górnym i trzecim znajduje się lilia przechodząca w Drzewo Życia, zaś w drugim i czwartym krzyż grecki, zakończony trójlistnie.

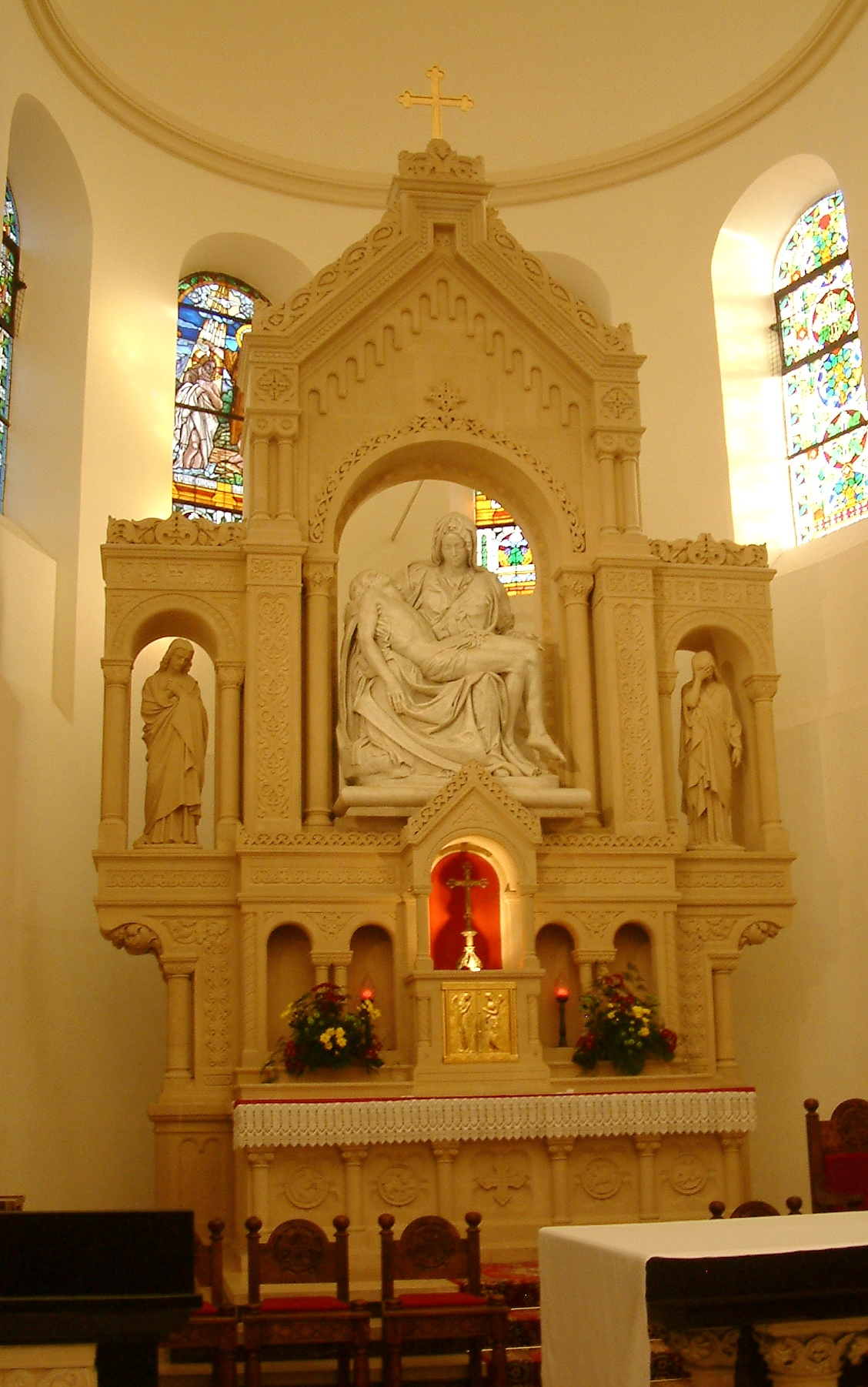
Ołtarz główny

W prezbiterium znajduje się architektoniczny ołtarz główny w formie tryptyku. Część środkową zajmuje pochodząca z początków XX wieku kopia piety watykańskiej Michała Anioła, wykonana we Włoszech z marmuru diamentowego, jest uznawana za jedną z najlepszych kopii renesansowego dzieła, które znajduje się w bazylice św. Piotra. Posłużyła ona jako wzór do odtworzenia uszkodzonego w 1972 roku oryginału. Po bokach znajdują się pochodzące z 1901 gipsowe figury św. Jana Ewangelisty (po lewej) i św. Maria Magdalena (po prawej). Pod pietą, nad tabernakulum stoi mosiężny krucyfiks z 1901. W prezbiterium, przed ołtarzem architektonicznym znajduje się również wykonany w 1989 ze szwedzkiego granitu, ozdobiony piaskowcowymi kolumnami pochodzącymi z przebudowanych ołtarzy bocznych, ołtarz stołowy.
|  |
|  |
|  |

W nawie północnej, na wschodniej ścianie znajduje się architektoniczny ołtarz boczny ufundowany przez rodzinę Kayserów. Jego centralną część zajmuje płaskorzeźba przedstawiająca wskrzeszenie świętego Łazarza, patrona dzielnicy. W centrum kompozycji znajduje się Chrystus, poniżej klęcząca święta Marta i Łazarz. W tle św. Maria. W bocznych niszach znajdują się gipsowe rzeźby świętych: Jana Chrzciciela po lewej, który w lewej ręce trzyma muszlę, prawą podnosi w geście przysięgi, zaś u jego stóp leży baranek. Po prawej święty Edward, król Anglii, który w lewej ręce trzyma księgę, zaś u jego stóp leży korona. Całości ołtarza dopełnia anioł ze wstęgą na której widnieje napis LAUDETUR JESUS CHRISTUS IN AETERNUM AMEN.

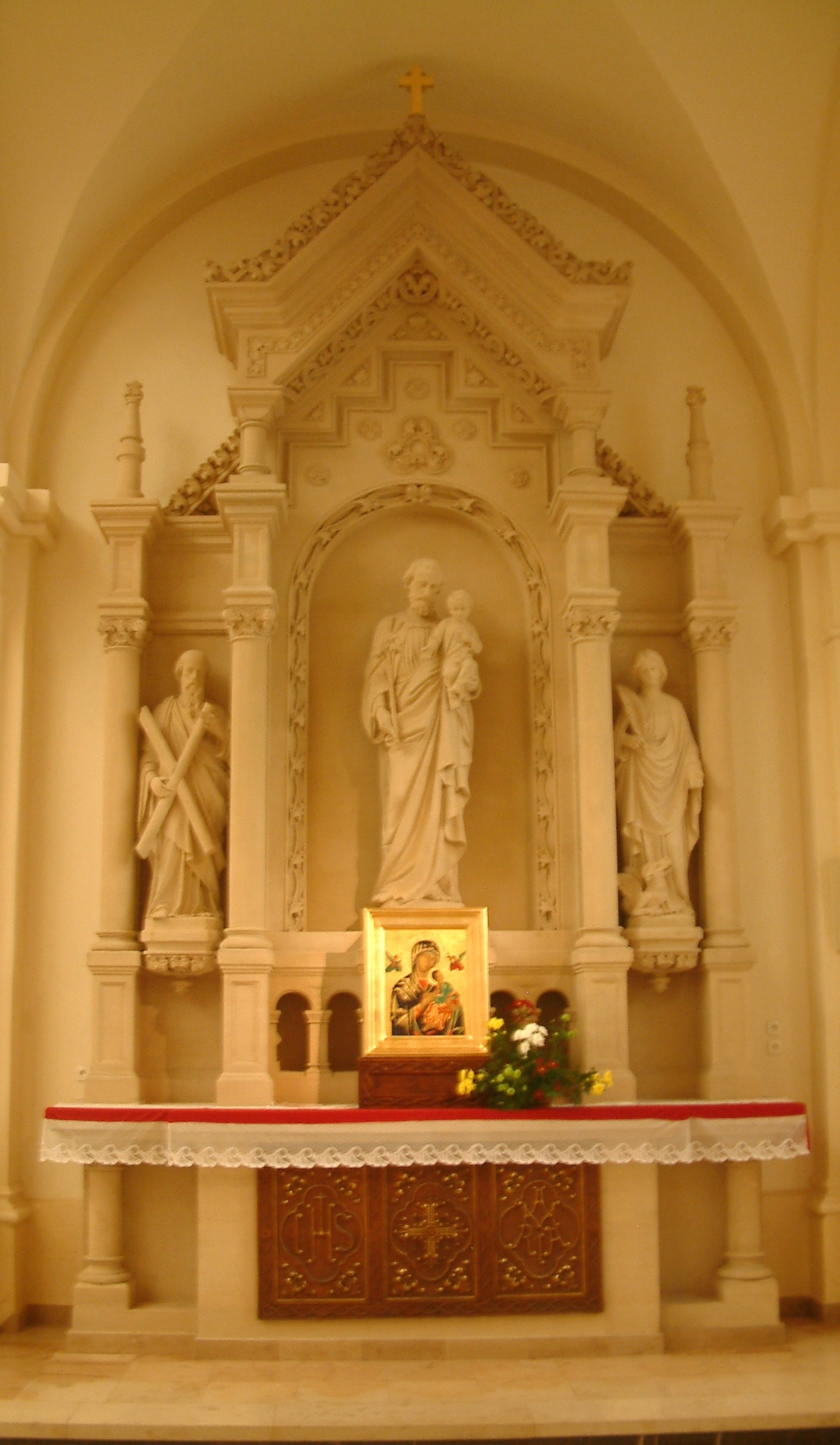
Ołtarz św. Józefa

W nawie południowej, symetrycznie do ołtarza św. Łazarza, znajduje się ufundowany przez Schneiderów ołtarz z 1901 łączący w sobie cechy neoromańskie i neogotycki. W centralnej części stoi postać świętego Józefa trzymającego na lewej ręce Dzieciątko Jezus, zaś w prawej lilię. W niszach bocznych znajdują się piaskowcowe figury: świętego Andrzeja Apostoła z krzyżem w kształcie litery X po lewej i świętej Małgorzaty z pawim piórem w lewej ręce i smokiem u stóp. Dębowe antepedium z prostym roślinnym ornamentem oraz napisami IHS i MARIA rozdzielonymi greckim krzyżem ujętym w czwórliść zasłania piaskowcową figurę Chrystusa złożonego do grobu. Jest ona odsłaniana w odpowiednim okresie.
W nawie północnej, w połowie odległości między wejściem a transeptem, znajduje się kolejny ołtarz boczny wykuty w piaskowcu. W jego centralnej części znajduje się figura świętego Antoniego Padewskiego z Dzieciątkiem Jezus na lewej ręce. Po prawej znajduje się płaskorzeźba św. Antoniego i serca lichwiarza, zaś po prawej św. Antoniego z monstrancją w ręku przemawiającego do muła. Na cokole znajduje się krzyż ujęty w czwórliść.

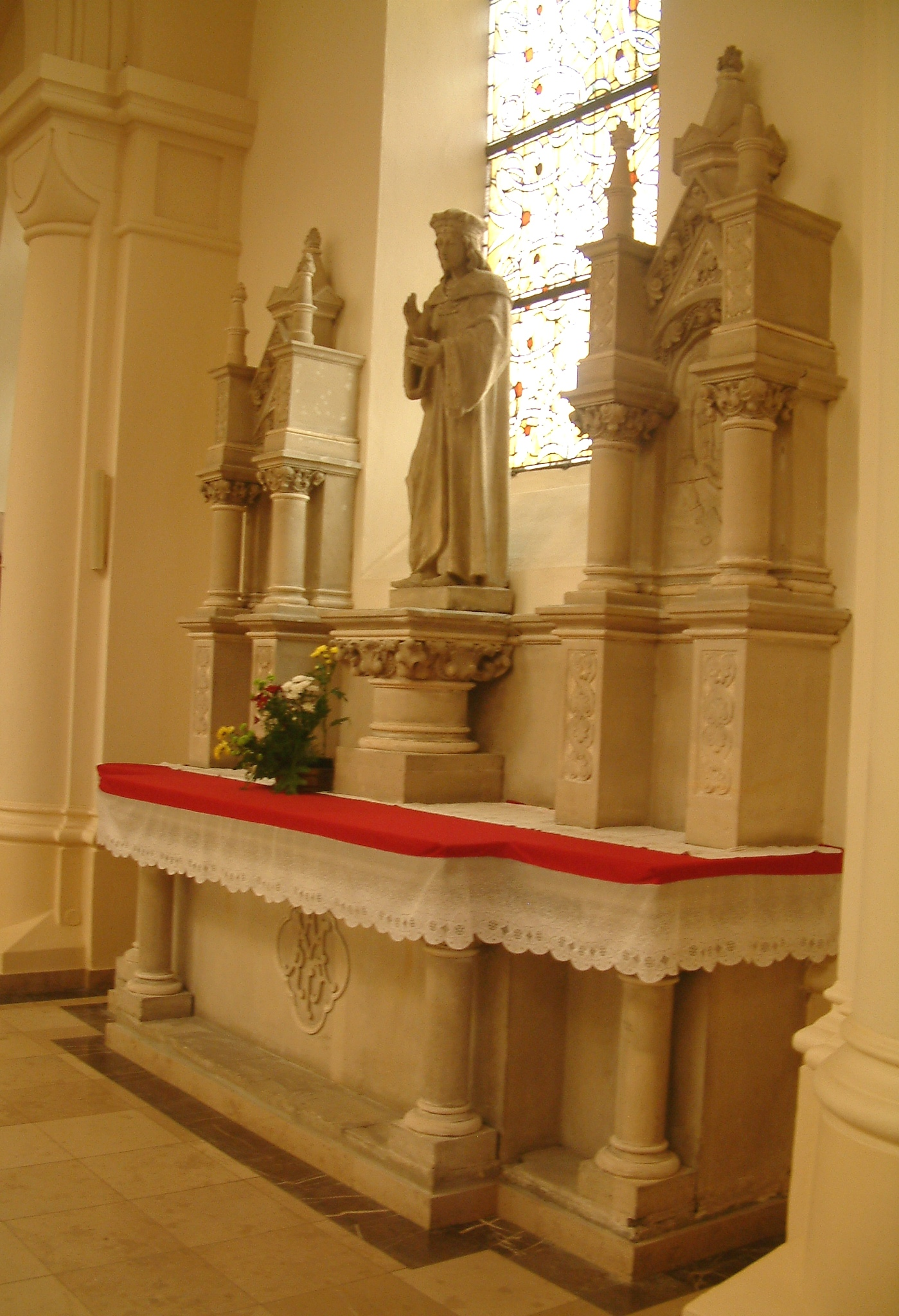
Ołtarz św. Kazimierza

Naprzeciwko ołtarza św. Antoniego, w nawie południowej, znajduje się ostatni z bocznych ołtarzy. Jest to niski ołtarz architektoniczny z około 1901 roku wykonany przez Piotra Gimzickiego. W jego centralnej części znajduje się piaskowcowa figura świętego Kazimierza. Po lewej znajduje się płaskorzeźba przedstawiająca św. Kazimierza na stopniach ołtarza, a u jego stóp leżącą koronę. Po prawej płaskorzeźba przedstawiająca świętego modlącego się w kierunku znajdującej się w centrum sceny Matki Boskiej z Dzieciątkiem. Na podstawie monogram MARIA w czwórliściu.
Wystroju kościoła dopełniają:

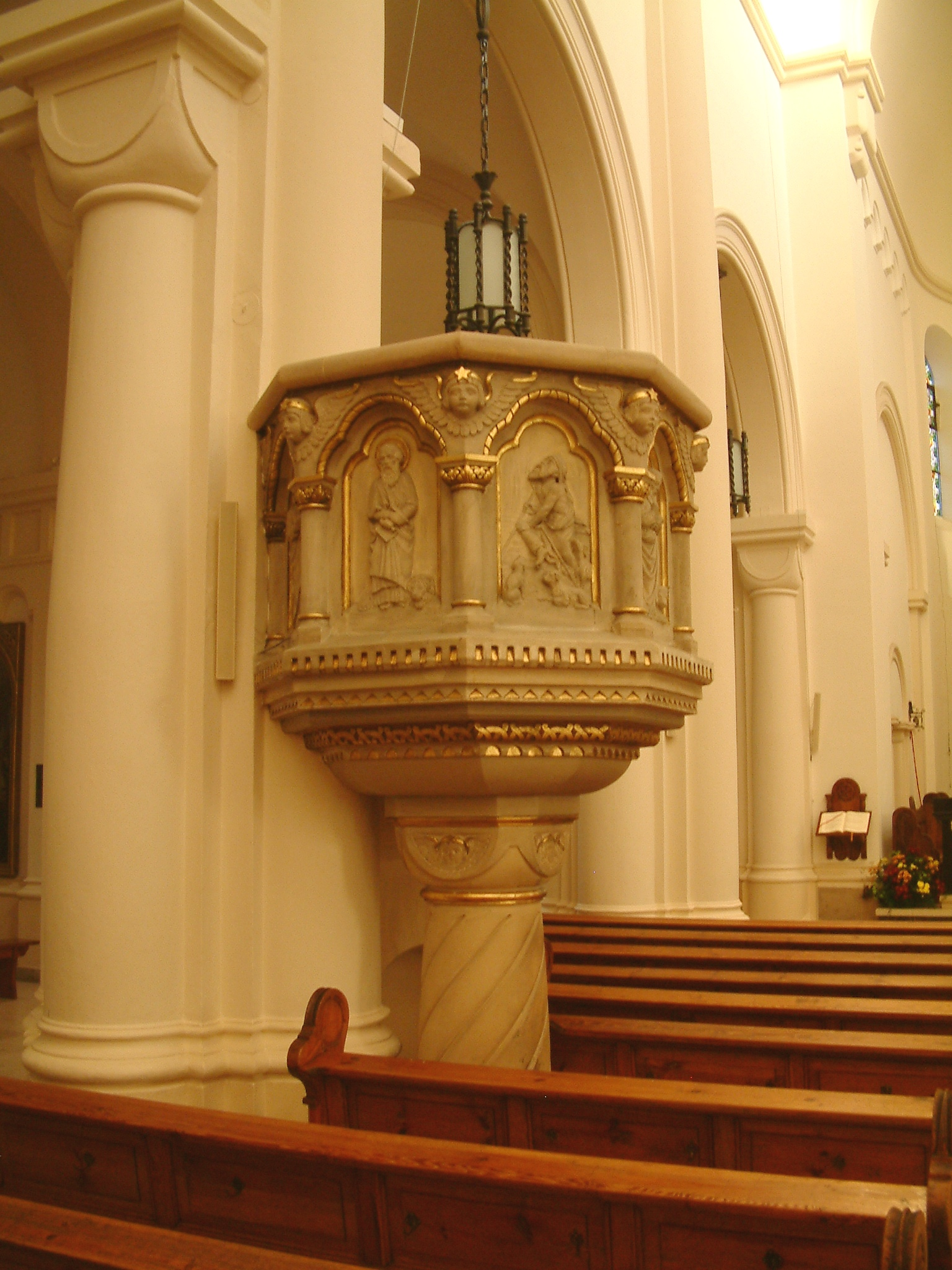
Ambona

- Ambona znajdująca się przy drugim filarze od strony nawy północnej, z około 1901 roku, wykonana z piaskowca pińczowskiego, a zdobiona płatkami złota. Wykonana na planie sześciokąta, wsparta na kolumnie. Wejście na nią prowadzi po krętych schodach. Balustrady mównicy są podzielone półkolumnami na pięć pól (szóstą zajmują schody. W kapitelach głowy putt, zaś między półkolumnami rozpięte są trójlistne łuki. Nisze między półkolumnami zajmują płaskorzeźby czterech ewangelistów i Ubogiego Łazarza.
- Organy z 1905 wykonane w firmie E. F. Waltera w Ludwigsburgu. Znajdują się one w emporze nad głównym wejściem. Pulpit zwrócony jest nietypowo, przodem do ołtarza. Drewniana szafa organowa jest pięciodzielna, trójkondygnacyjna.
- Konfesjonały z około 1901 roku, neogotyckie, wykonane na planie krzyża greckiego w drewnie modrzewiowym
- Chrzcielnica kielichowa z początku XX wieku, wykonana w sztucznym kamieniu. Podstawa na planie krzyża greckiego o rozbudowanych narożach, półkulista pokrywa również o profilowanych narożach, dzielona na cztery kwatery, wieńczona figuralną sceną przedstawiającą chrzest Chrystusa w Jordanie.
- Krucyfiks o wysokości niemal trzech metrów z 1933 lub 1934 roku.
- Obraz olejny Adoracja Najświętszego Serca Pana Jezusa namalowane przez Piotra Gadzinowskiego przed 1905 rokiem. Przedstawia on Chrystusa Zmartwychwstałego, stojącego wśród chmur na kuli ziemskiej, u jego stóp dobrodzieje łazarskiego kościoła, przedstawiciele różnych klas zamieszkujących parafię a walczących z germanizacją. Po prawej widoczna wieża kościoła Matki Boskiej Bolesnej, zaś po lewej, u stóp kuli ziemskiej, za Chrystusem, znajduje się prawdopodobnie Henryk Sienkiewicz.
- Droga krzyżowa składająca się z 14 stacji, wykonana w latach 1930–1931. Są to realistyczne gipsowe płaskorzeźby pokryte polichromią i złoceniami
- Rzeźba świętego Wincentego á Paulo wykonana około 1901 w gipsie, pokryta polichromią.
- Kopia ikony Matki Boskiej Częstochowskiej.

W zakrystii znajduje się ponadto ciekawa dębowa szafa z około 1915 roku. Jest to trójdzielny, dwukondygnacyjny, zaprojektowany na planie wycinka okręgu mebel w którego centrum znajduje się ruchome lustro umieszczone na cokoliku zdobionym fryzem arkadkowym, zwieńczone u góry łukiem wspartym na dwóch kolumienkach. Na szczycie łuku znajduje się krucyfiks z pozłacaną postacią Chrystusa. Do innych ciekawych obiektów w zakrystii należy rzeźba Chrystusa Frasobliwego.